# The Peggy Lee Songbook: There’ll Be Another Spring
| Оценки критиков               | Оценки критиков |
| Источник                      | Оценка          |
| ----------------------------- | --------------- |
| AllMusic                      | [ 2 ]           |
| Encyclopedia of Popular Music | [ 3 ]           |

The Peggy Lee Songbook: There’ll Be Another Spring — студийный альбом американской певицы Пегги Ли, выпущенный в 1990 году на лейбле MusicMasters Records.

## Об альбоме
Специально для альбома певица перезаписала самые популярные песни из своего репертуара, которые были написаны ею же. исключение составил лишь её хит «Fever».
За запись данного альбома певица получила номинацию на премию «Грэмми» в категории «Лучшее женское джазовое вокальное исполнение», однако уступила Элле Фитцджеральд с её альбомом All That Jazz. В целом, это была уже тринадцатая и последняя номинация исполнительницы на «Грэмми».

## Список композиций
| №                   | Название                            | Автор(ы)                 | Длительность |
| ------------------- | ----------------------------------- | ------------------------ | ------------ |
| 1.                  | «Circle in the Sky»                 | Пегги Ли, Эмиль Палам    | 2:58         |
| 2.                  | «I Just Want to Dance All Night»    | Пегги Ли, Джон Чиондини  | 4:01         |
| 3.                  | «He’s a Tramp»                      | Пегги Ли, Санни Берк     | 2:34         |
| 4.                  | «There’ll Be Another Spring»        | Пегги Ли, Хьюби Уилер    | 4:19         |
| 5.                  | «Johnny Guitar»                     | Пегги Ли, Виктор Янг     | 5:22         |
| 6.                  | «Fever»                             | Пегги Ли, Джон Дэвенпорт | 3:24         |
| 7.                  | «I’ll Give It All to You»           | Пегги Ли, Джон Чиондини  | 2:34         |
| 8.                  | «Sans Souci»                        | Пегги Ли, Санни Берк     | 3:10         |
| 9.                  | «Where Can I Go Without You?»       | Пегги Ли                 | 4:53         |
| 10.                 | «Boomerang (I’ll Come Back to You)» | Пегги Ли, Джон Чиондини  | 3:30         |
| 11.                 | «Things Are Swingin'»               | Пегги Ли, Джек Маршалл   | 2:31         |
| 12.                 | «Over the Wheel»                    | Пегги Ли, Джон Чиондини  | 3:30         |
| 13.                 | «The Shining Sea»                   | Пегги Ли, Джонни Мэндел  | 2:34         |
| Общая длительность: | Общая длительность:                 | Общая длительность:      | 47:52        |